# Photothèque du muséum de Toulouse
La photothèque du muséum de Toulouse est un service interne du muséum de Toulouse. Rattachée au domaine Patrimoine, la photothèque fait partie du service Bibliothèque et documentation. Elle a plusieurs missions, car elle gère, centralise et met à la disposition de tous, les campagnes photographiques réalisées au sein de l'établissement (reportages et prises de vue en studio). Depuis plusieurs années, le travail de la photothèque vise aussi à remettre aux normes de conservation, inventorier et numériser les collections photographiques. Cela nécessite des recherches historiques et techniques très précises, un relais étroit avec le service conservation du musée ainsi que des échanges avec des spécialistes (autres musées, donateurs, universitaires, etc.). Après identification, une étude est menée sur la vie des photographes et le contexte des prises de vue de chaque période et zone géographique concernées. Elle procède à un enrichissement de ses collections par des dons ou achats de photographies anciennes pour continuer à enrichir ses fonds.

## Histoire

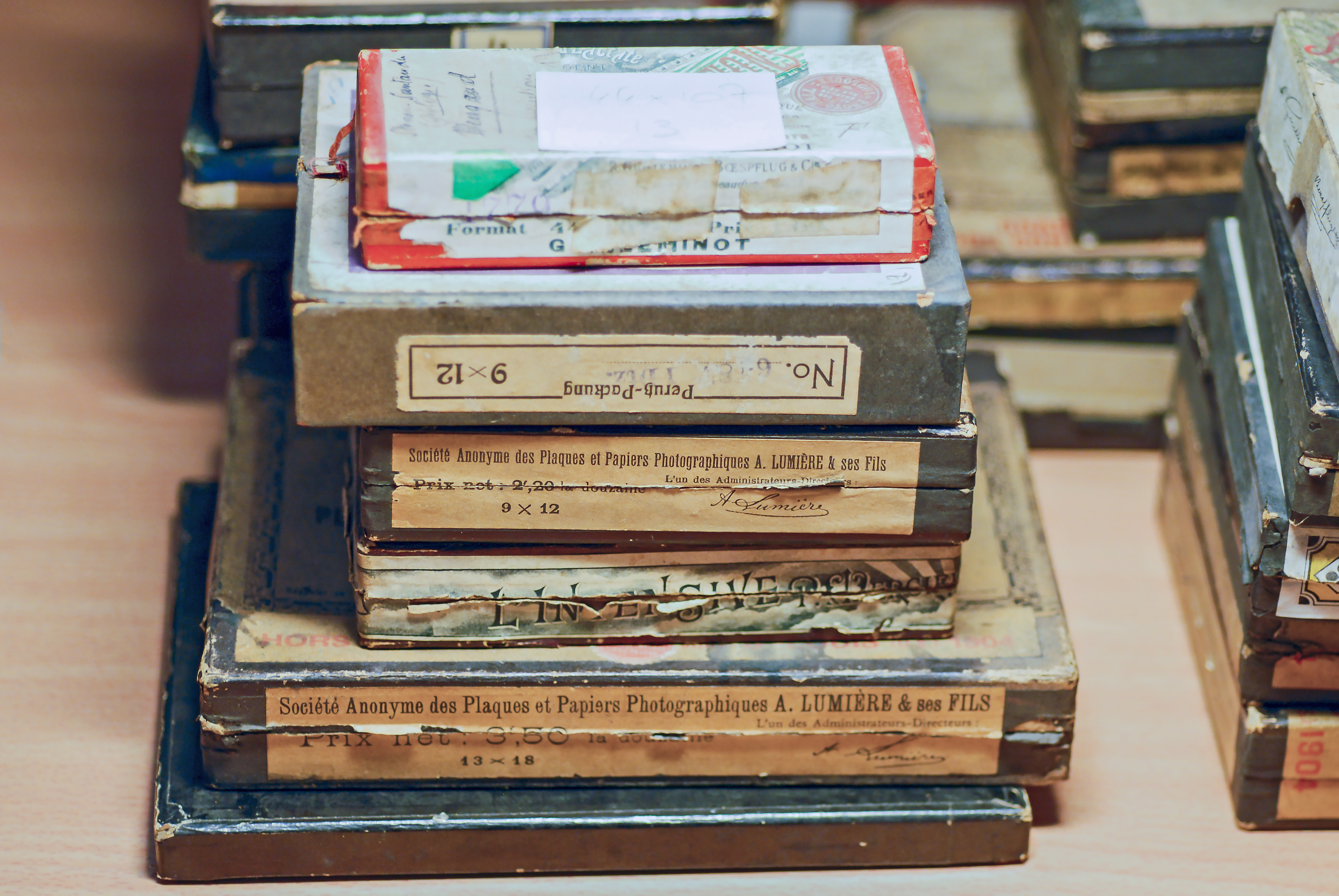
Boîtes anciennes de conservation des clichés. Conservées au muséum de Toulouse

À la fin des années 1990, le muséum de Toulouse a fermé ses portes à cause de problèmes de mise aux normes. La municipalité décide d'investir dans un nouveau et grand projet. La première des étapes devient donc le déménagement de l’ensemble des collections au début des années 2000. Pendant la rénovation du Muséum, la direction de l’établissement décide de gérer, numériser et conserver l’ensemble des fonds photographiques composés de plus de 17 000 images. Le fonds Trutat, comprend par exemple près de 14 000 plaques de verre. Il est traité en priorité pour la réouverture de l'établissement en 2008. Le traitement des autres fonds photographiques et toujours en cours (plaques de verre, négatifs, tirages contre-collés...) 
Vers 2003, Frédéric Ripoll a été chargé de la numérisation et de la conservation du fonds Eugène Trutat. Il crée et structure avec Frédérique Gaillard la photothèque du muséum de Toulouse entre 2005 et 2009. Frédérique Gaillard devient la responsable de la photothèque de 2010 à 2021. À partir de 2010, elle enrichit les collections photographiques du muséum par une politique d'acquisition notamment des tirages d'Eugène Trutat. À ce jour le fonds ancien est pratiquement entièrement numérisé et une partie est accessible sur Wikimédia Commons dans le cadre du projet Phoebus. Frédérique Gaillard a œuvré pour la mise en place d'un Digital Asset Management qui a vocation à centraliser tous les médias produits en interne avec les fonds photographiques anciens. Elle quitte ses fonctions en septembre 2021 pour devenir maître de conférences à l'université Jean Jaurès et travaille sur les patrimoines photographiques et leur valorisation.

### Inventaire et récolement
Comme l’exige la loi du 4 janvier 2002 relative aux musées de France, le Muséum doit rendre au ministère de la Culture un inventaire complet de ses collections. Les fonds photographiques s’inscrivent obligatoirement dans cette démarche. Après expertises et recoupement des données, les fonds ont nécessité une description normative de toutes les photographies à caractère patrimonial. Ce travail d’inventaire et de récolement des collections photographiques s’est fait en collaboration avec le service conservation. Cette opération majeure permet au Muséum d’imprimer le premier inventaire légal de ses collections en 2014.

### Enrichissement des collections
Parallèlement au travail de numérisation, le Muséum continue d'enrichir sa collection photographique ancienne et son fonds moderne numérique. Plus de 90 000 clichés numériques ont ainsi été réalisés lors des différentes activités du musée (exposition, vernissage, collections...) qui viennent s'ajouter aux milliers de documents argentiques pris entre 1950 et 2000. Les agents du Muséum sont également acteurs de l'enrichissement de la documentation de leur travail, comme dans le laboratoire de Taxidermie où chaque opération est documentée étape par étape comme pour la naturalisation de l'ourse Cannelle.
La chargée des collections ethnographiques, participe dans un autre cadre à l'enrichissement des collections photographiques. En effet, le Muséum est engagé dans une politique d’enrichissement de ses collections amérindiennes grâce à un projet de collecte et d’échanges avec plusieurs communautés de l’Amazonie brésilienne. En collaboration avec l’association toulousaine Jabiru prod et le laboratoire EREA du CNRS, le Muséum organise une mission de terrain par an depuis 2011. Les témoignages vidéos et photographiques complètent ces collectes. Ils constituent le patrimoine photographique du XXIe siècle. L’étude des usages et pratiques de l’image au sein du réseau professionnel de l'établissement met en évidence le fait que ce dernier se trouve au cœur du dispositif de travail et de communication. Cette démarche fait perdurer l'ambition initiale d'Eugène Trutat et de ses confrères : collecter et conserver pour les générations futures des données scientifiques, ethnographiques et techniques parallèlement aux collections naturalistes.

Collection photographique du muséum de Toulouse
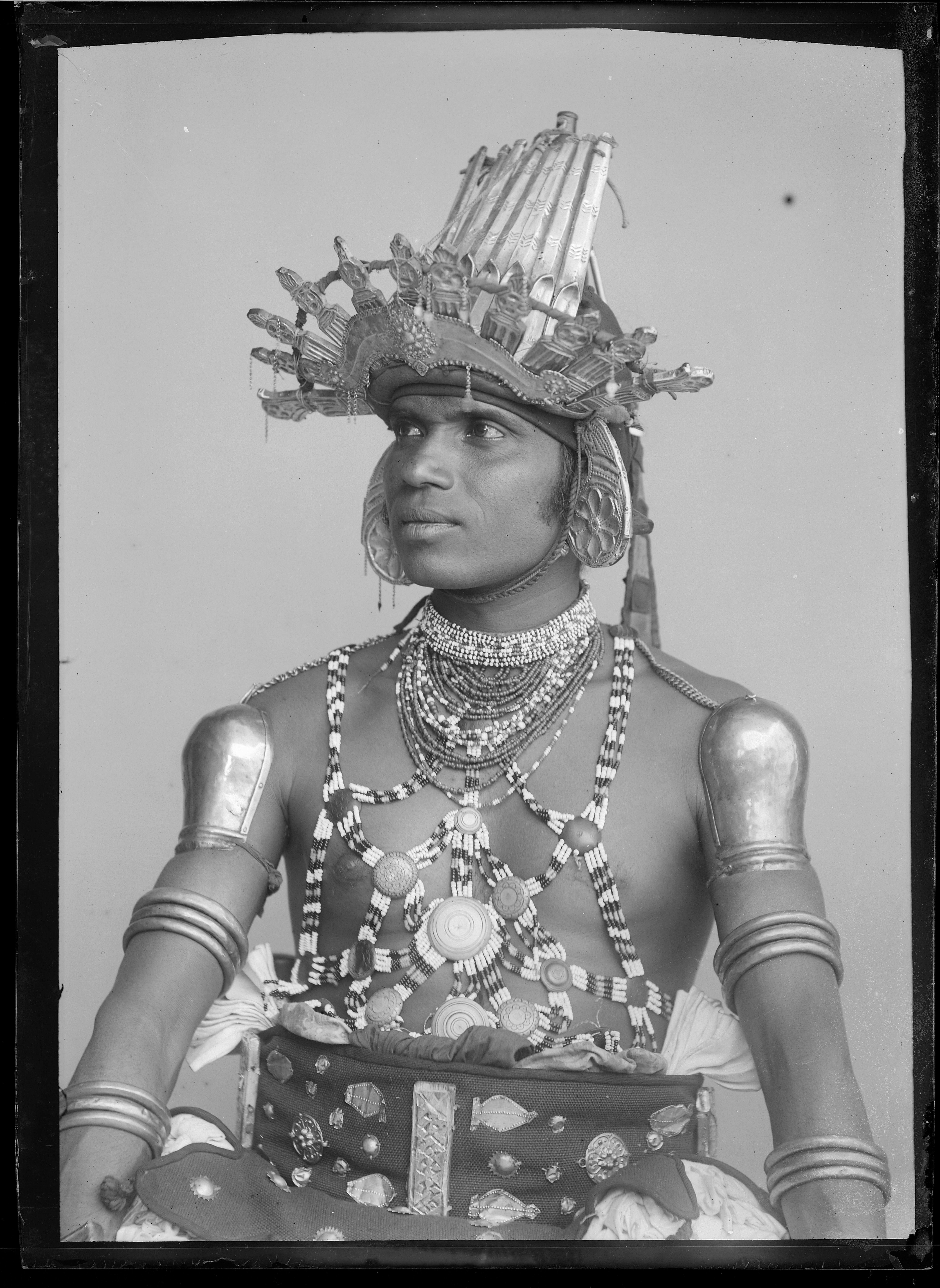
Ceylan - danseur  Par Eugène Trutat Conservée au muséum de Toulouse
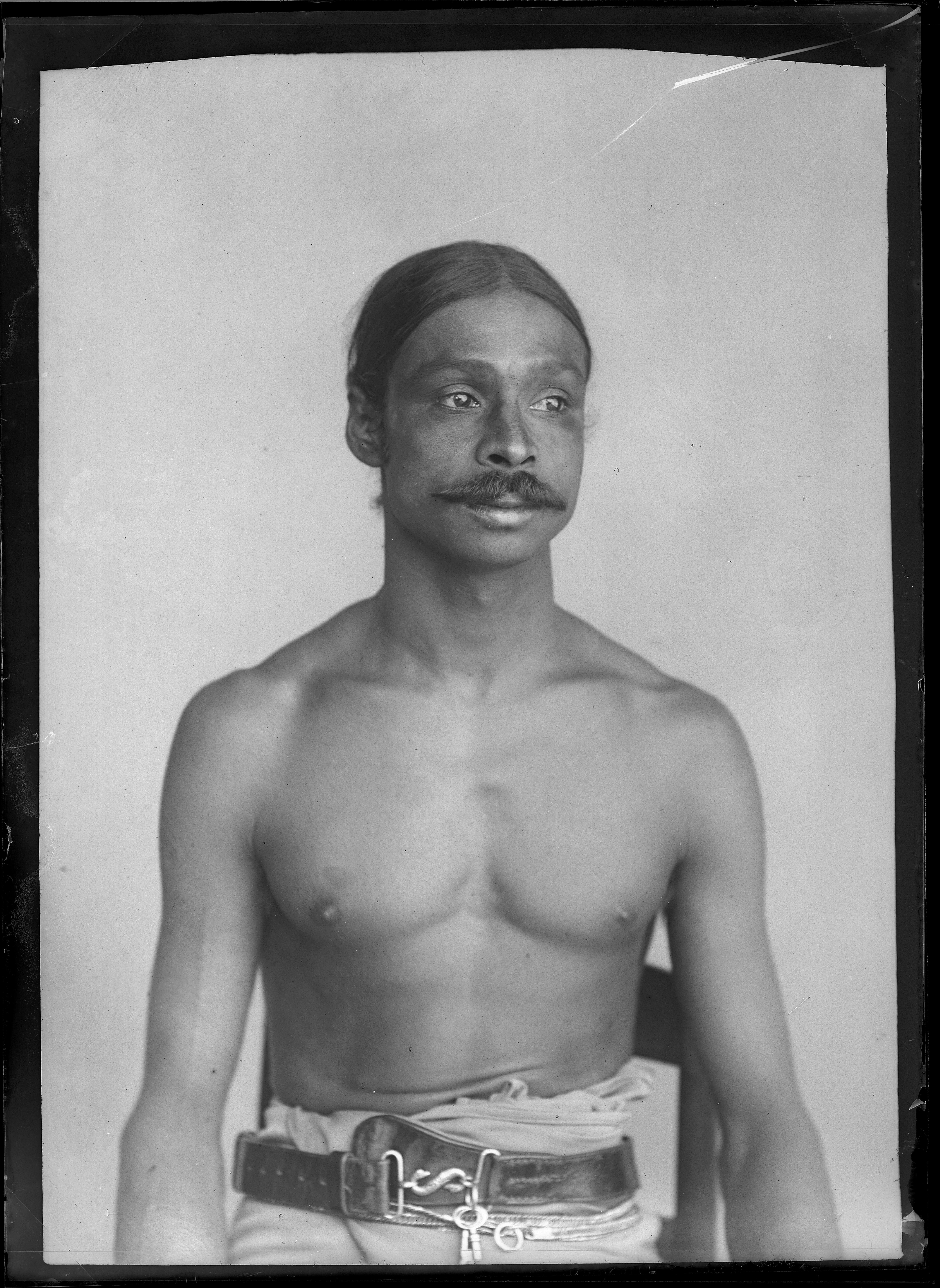
Cingalais de face. Par Eugène Trutat Conservée au muséum de Toulouse
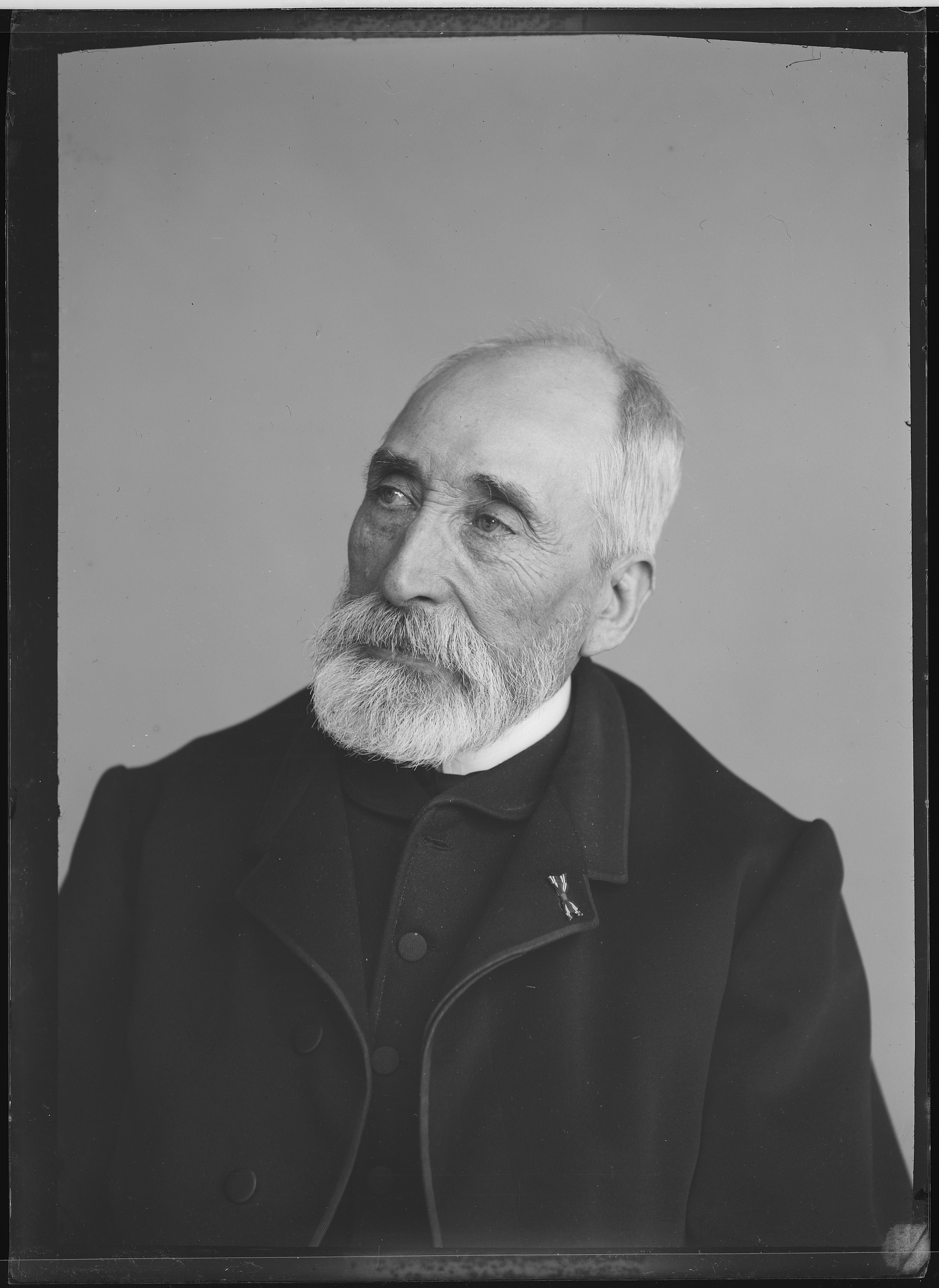
Déformation toulousaine, 1895, Eugène Trutat Conservée au muséum de Toulouse
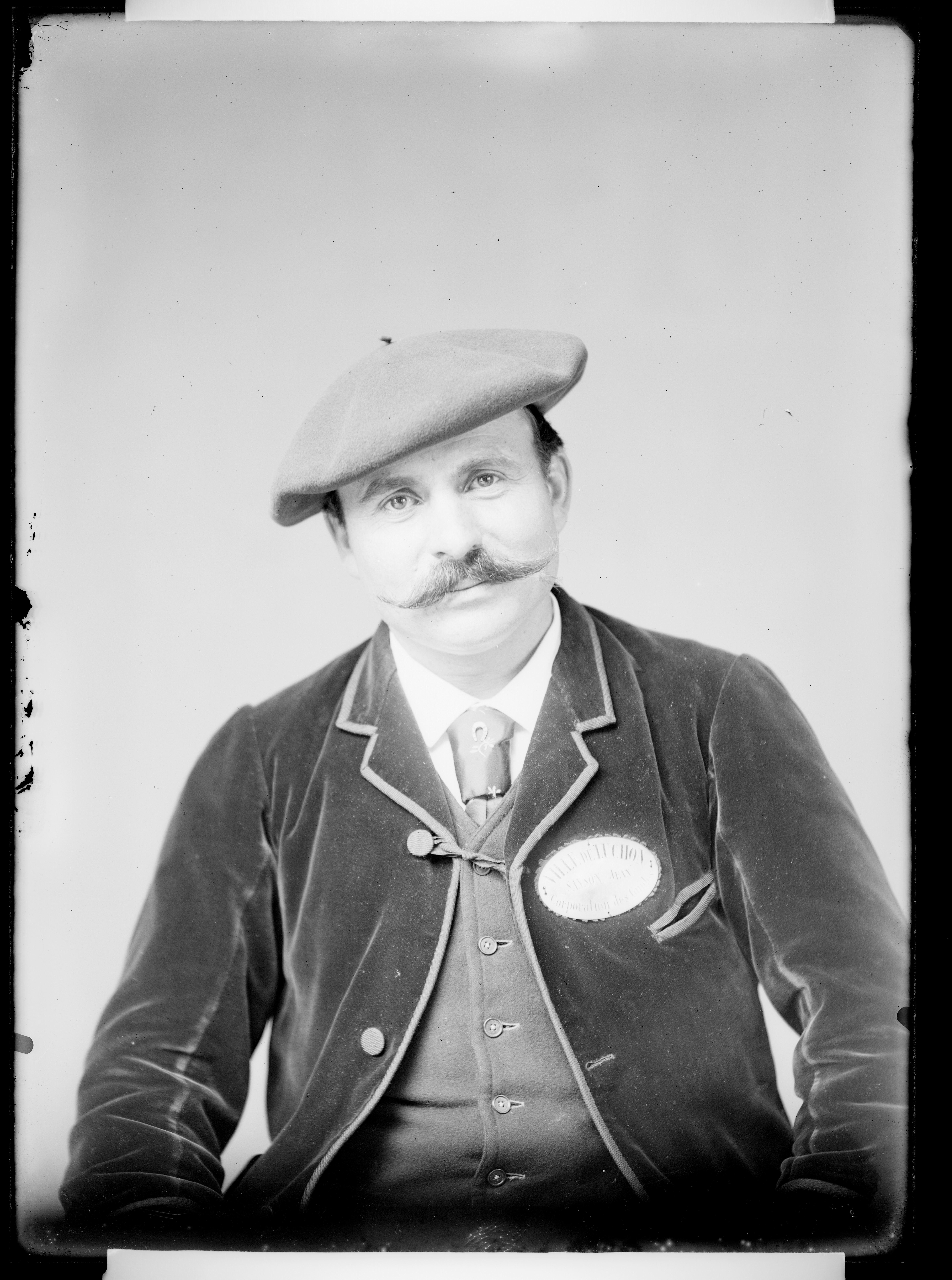
Guide de la Vallée de Luchon, Eugène Trutat Conservée au muséum de Toulouse
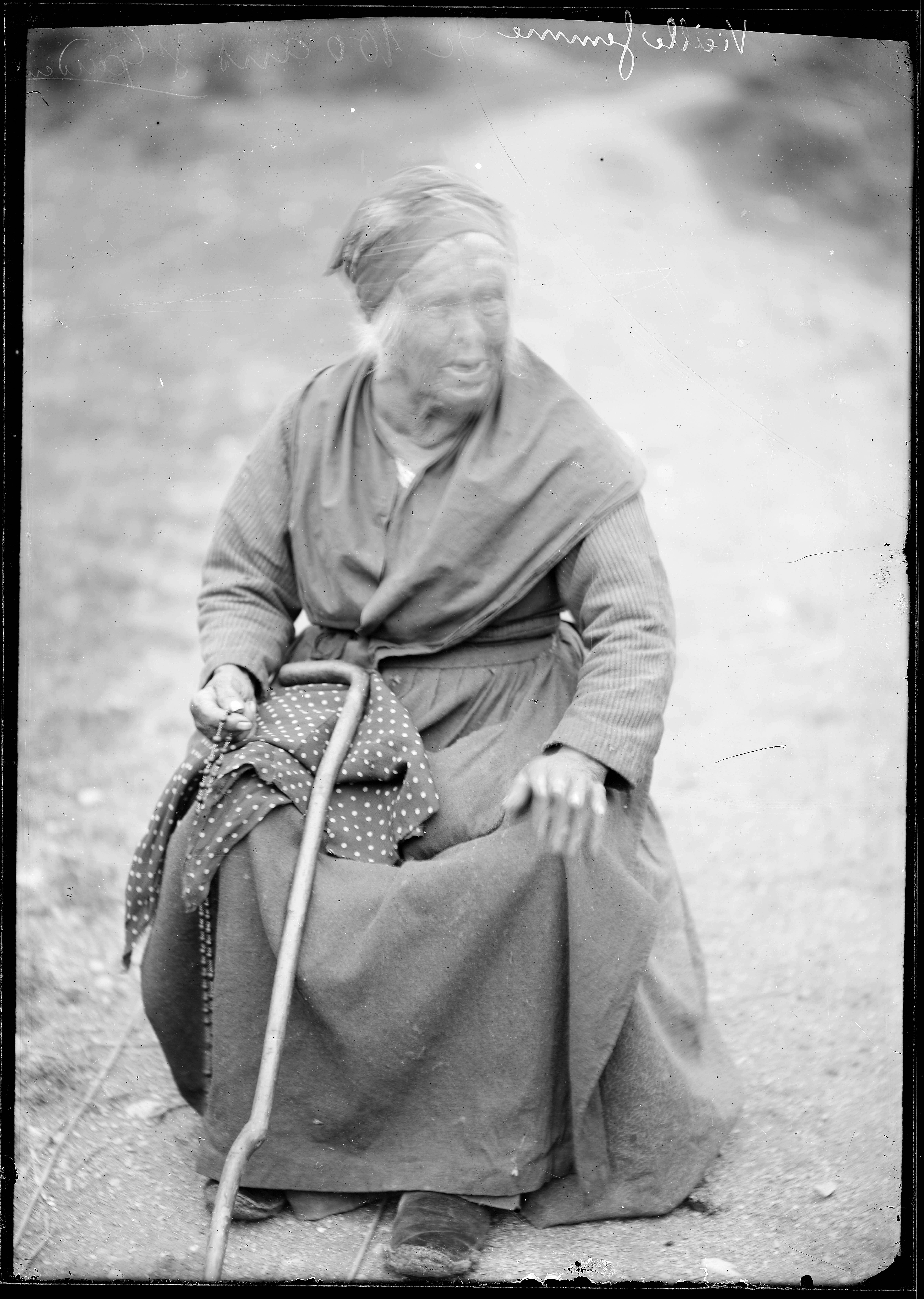
St Gaudens : Vieille femme de 100 ans, Eugène Trutat Conservée au muséum de Toulouse
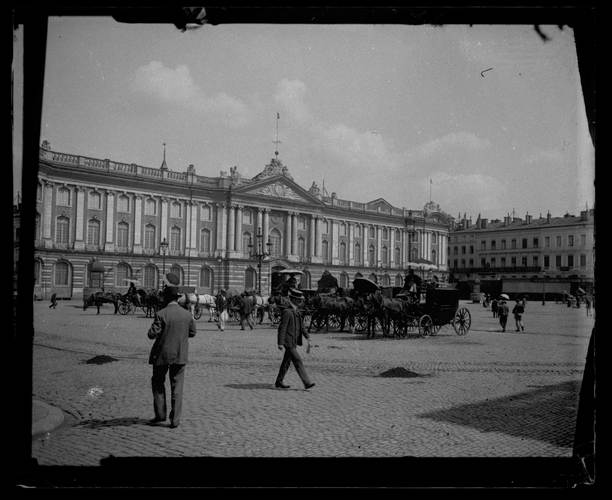
Place du Capitole à Toulouse
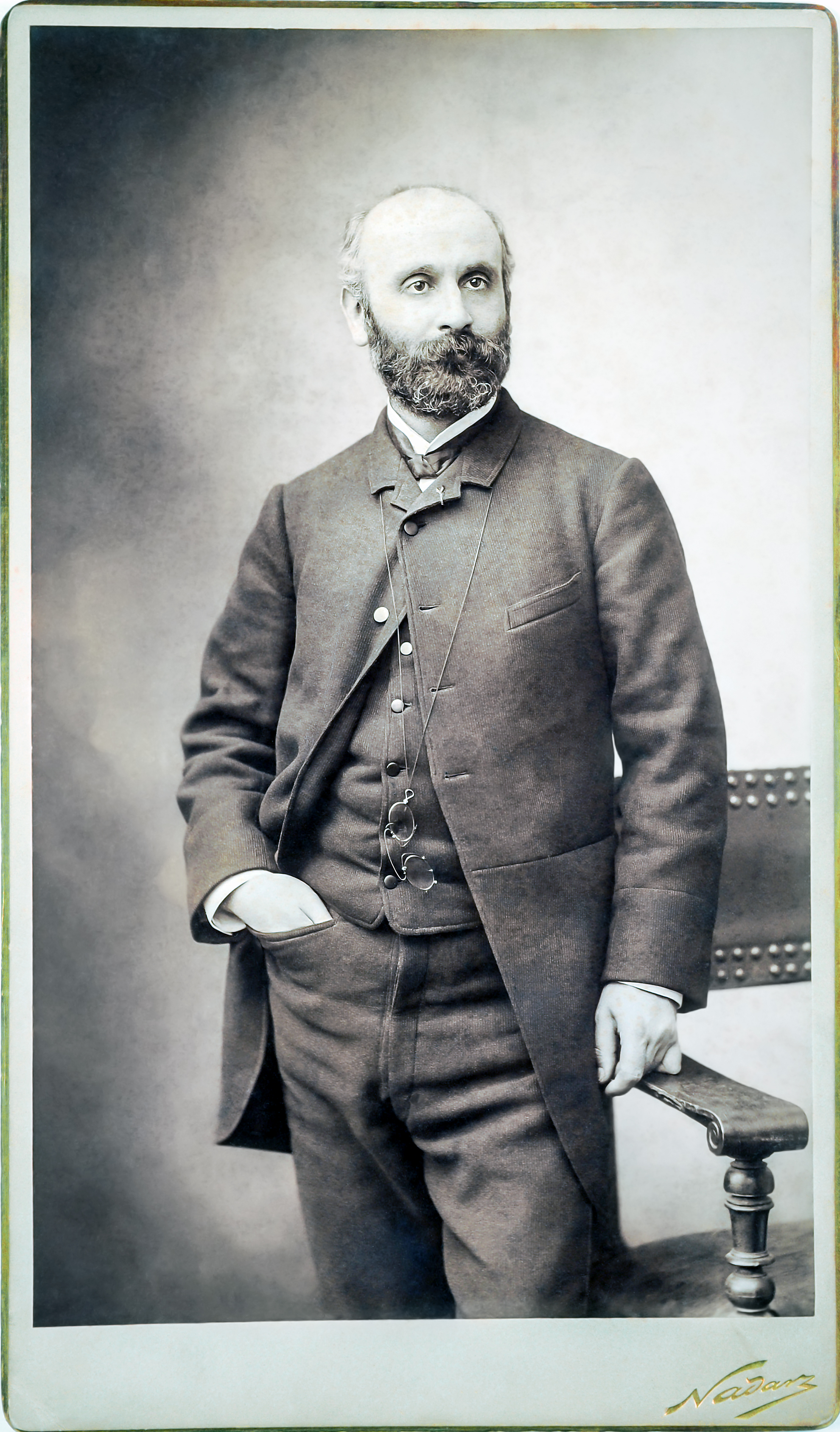
Eugène Trutat par Nadar
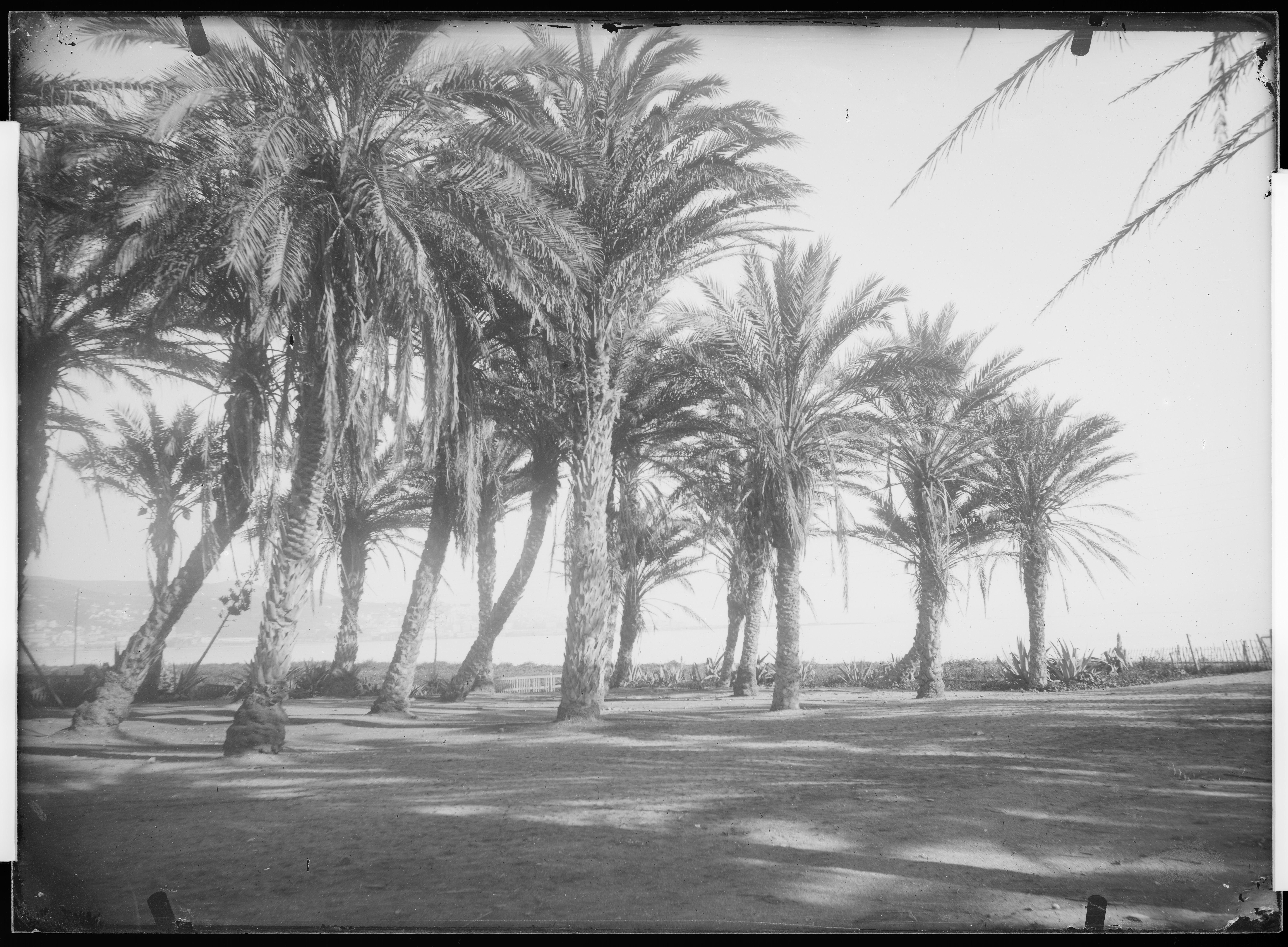
Algérie
Exposition universelle de Paris, 1900.

## Missions

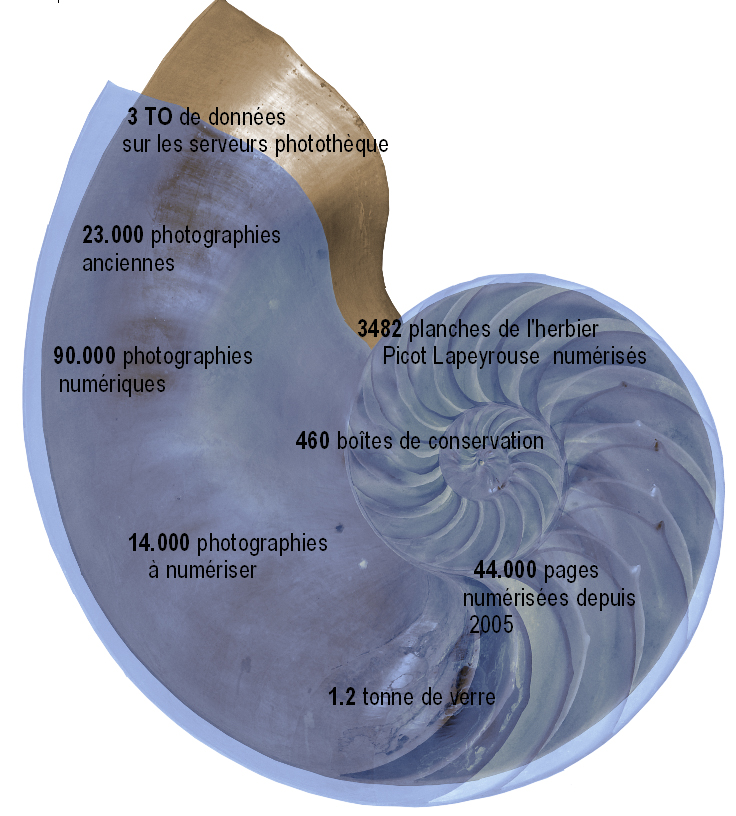
Présentation de la photothèque du muséum de Toulouse

Les missions de la photothèque s'organisent donc autour de plusieurs axes : 
Assurer la conservation des collections photographiques numériques et argentiques.
Recherche iconographique dans les fonds photographiques du Muséum 
Gestion juridique des fonds
Assurer la numérisation de photographies
Organiser des campagnes photographiques autour des collections du Muséum, les étapes de naturalisation, les travaux, les expositions permanentes et temporaires, les animations, les événements, les jardins...
Contribuer à valoriser les collections photographiques à travers des projets d'édition et d'exposition.

### Gestion des fonds
Les fonds du muséum de Toulouse se décomposent donc en deux grandes catégories : 
Les fonds anciens et les fonds modernes. Les fonds anciens rassemblent environ 23 000 plaques de verre et tirages, ils se sont construits par la suite grâce à des achats et des dons.

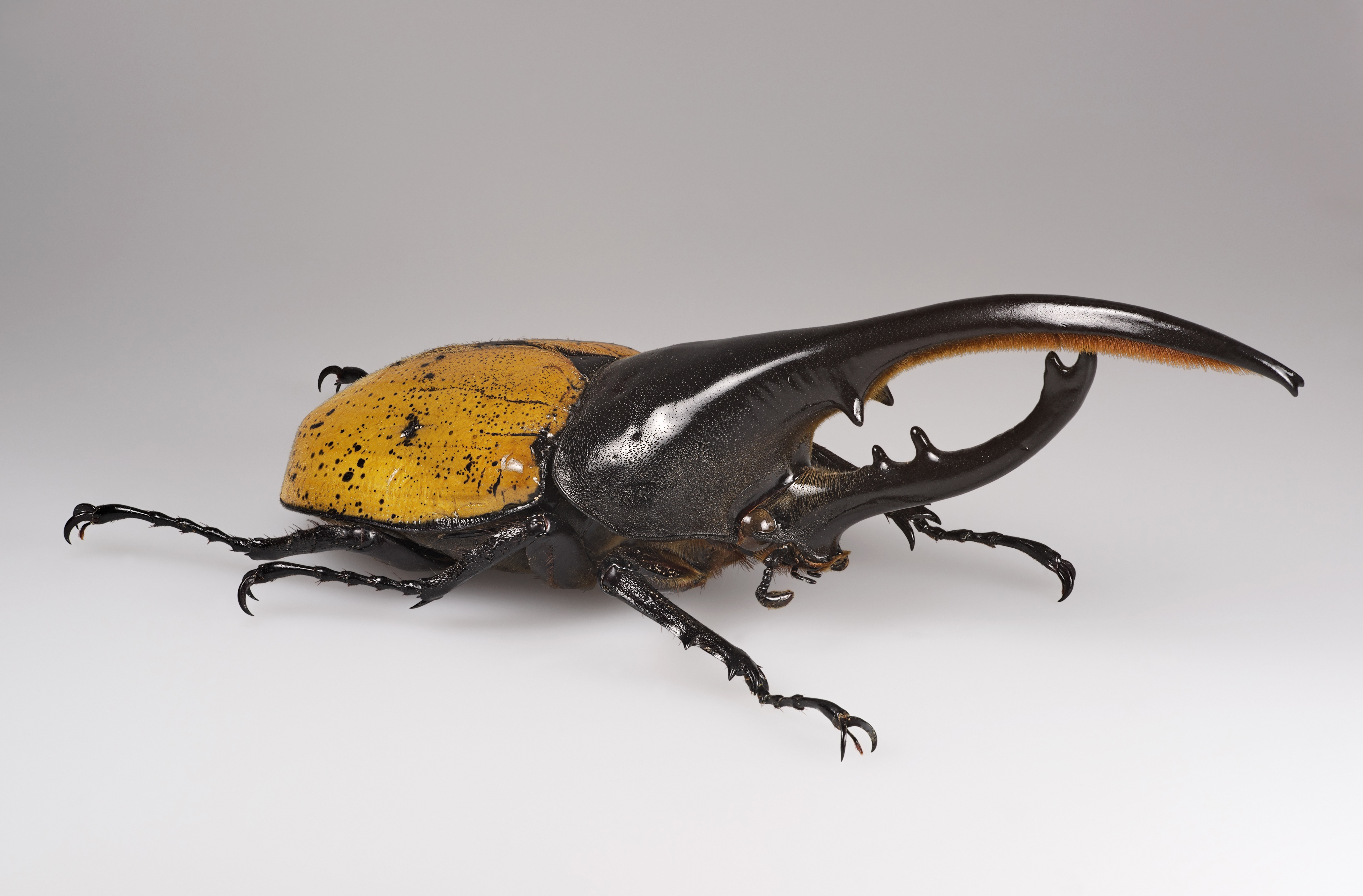
Dynastes hercules ecuatorianus photographié par Didier Descouens dans le cadre projet Phoebus

#### Fonds Eugène Trutat

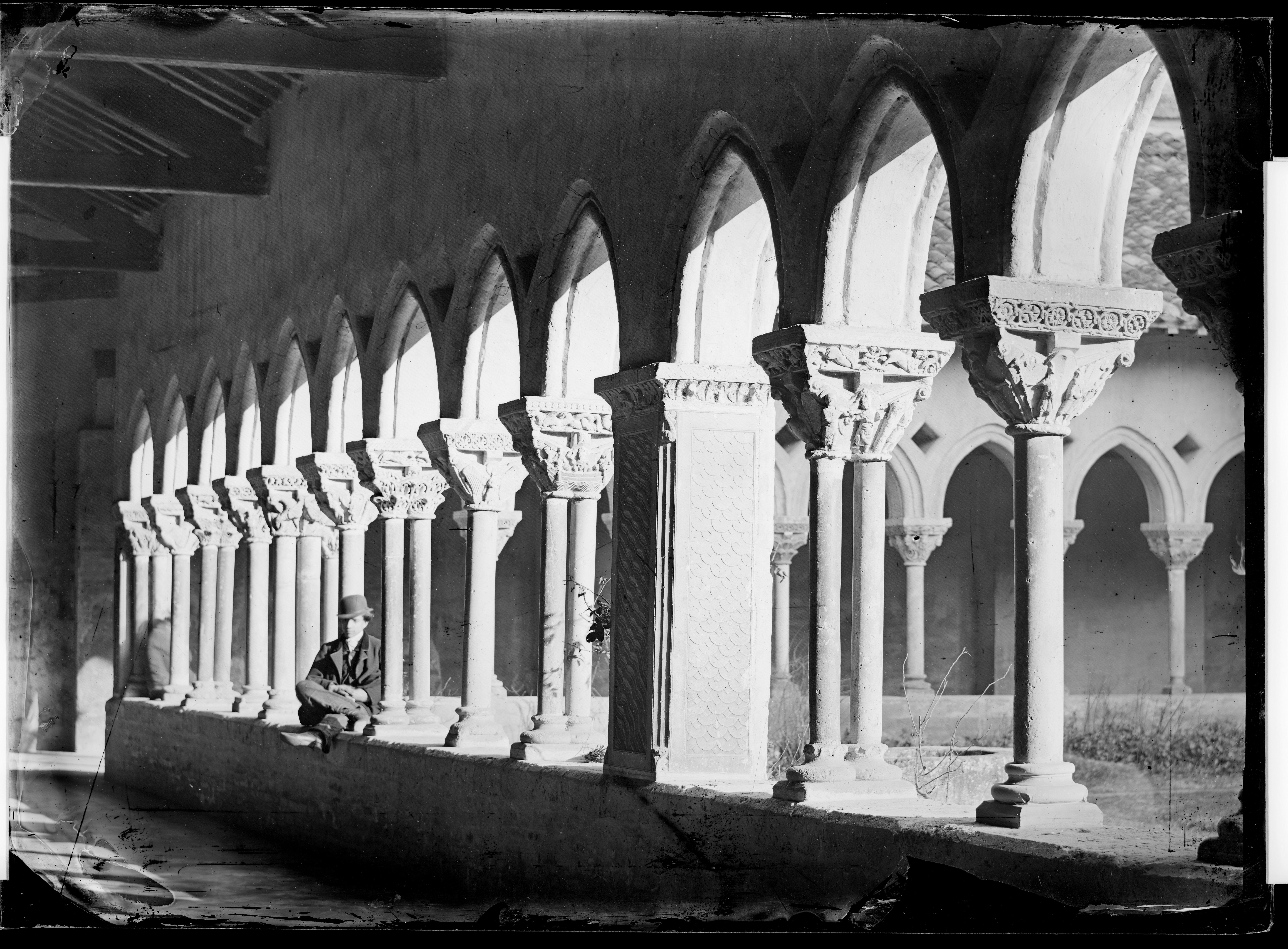
Moissac, cloître - Fonds Trutat - MHNT.PHa.138.R010

Parmi ceux-là le plus important est le fonds Trutat avec 14 000 documents et une partie de son matériel de prise de vue. En effet en tant que conservateur du Muséum, Eugène Trutat a réalisé de nombreux clichés du Muséum, mais aussi de ses expéditions dans les Pyrénées, à l'étranger et plus largement dans toute la France. Une partie de ce fonds est disponible en ligne sur Wikimedia Commons dans le cadre du projet Phoebus mis en place par la mairie de Toulouse et Wikimédia France en 2010. Les collections patrimoniales photographiées dans le cadre du projet Phoebus sont vues des millions de fois par an. En quelques mois, la consultation des photographies réalisées par Eugène Trutat dépasse les 70.000 fois. Le Muséum a récemment fait l'acquisition de négatifs papiers, précédé ancien réactualisé par Eugène Trutat lui-même. Ce pionnier a toujours fait de la médiation visuelle. Il reproduisait énormément d’images en plaque de projection pour les distribuer dans les écoles toulousaines et améliorer ainsi l’enseignement auprès de tous les publics. Les photographies produites à l’époque, servaient en partie à illustrer ses multiples conférences sur les sciences et la photographie. Au début, l'utilisation de l'appareil de projection, assimilé à la lanterne magique des fêtes foraines a été très critiquée par la suite toutes ses conférences sont plébiscitées par le public comme par ses confrères (Travaux de recherche réalisés en 2016).

Du 31 janvier au 27 mars 2020, des photographies d'Eugène Trutat ont été présentées au public dans l’exposition Rude forms among us au sein de la prestigieuse école d'architecture de Los Angeles, à la galerie du Southern California Institut Of Architecture (SCI-Arc). L'architecte Anna Neimark avec la contribution de Frédérique Gaillard a exposé un projet architectural inspiré de dolmens français et plus particulièrement des photographies d'Eugène Trutat représentant le dolmen de Vaour (Tarn). Plusieurs photographies originales étaient inédites. 

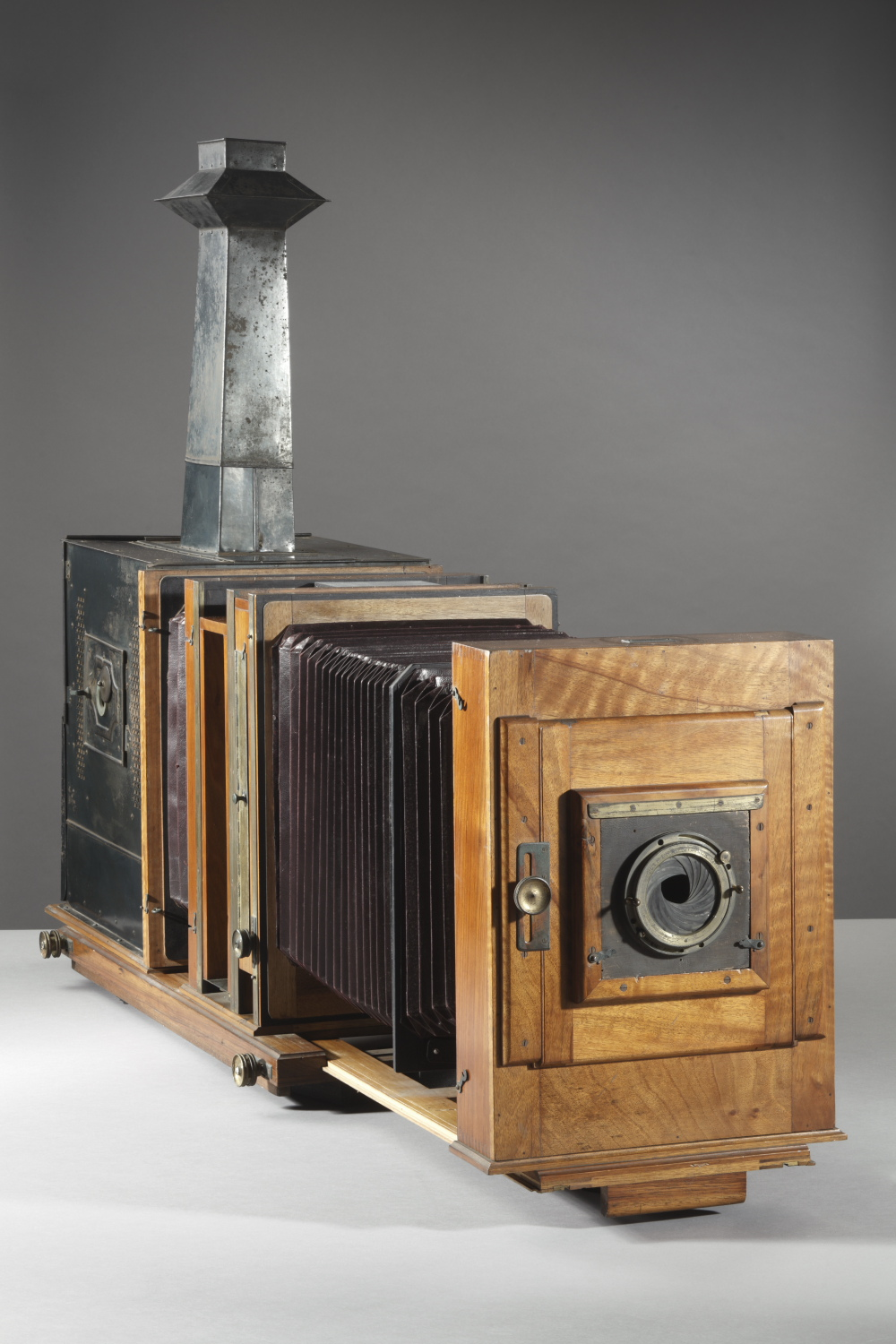
Appareil servant à l’agrandissement et à la réduction de plaques. Le condensateur, l’objectif et la source de lumière, manquent. Fabriqué par Demaria frères

#### Fonds Augustin Pujol
Augustin Pujol était un photographe professionnel qui travaillait entre autres pour le muséum d'histoire naturelle de Toulouse. Il avait deux studios, l'un à Paris et l'autre à Toulouse au 23 allée Saint-Michel. Il a travaillé pour le Muséum entre 1910 et 1940. Il y photographia les galeries, les collections et les principales étapes de réalisation des bisons du Tuc d'Audoubert et de naturalisations. Le Muséum a inventorié 171 photographies attribuées à Augustin Pujol, principalement au format 13 × 18 cm et du 9 × 12 cm.

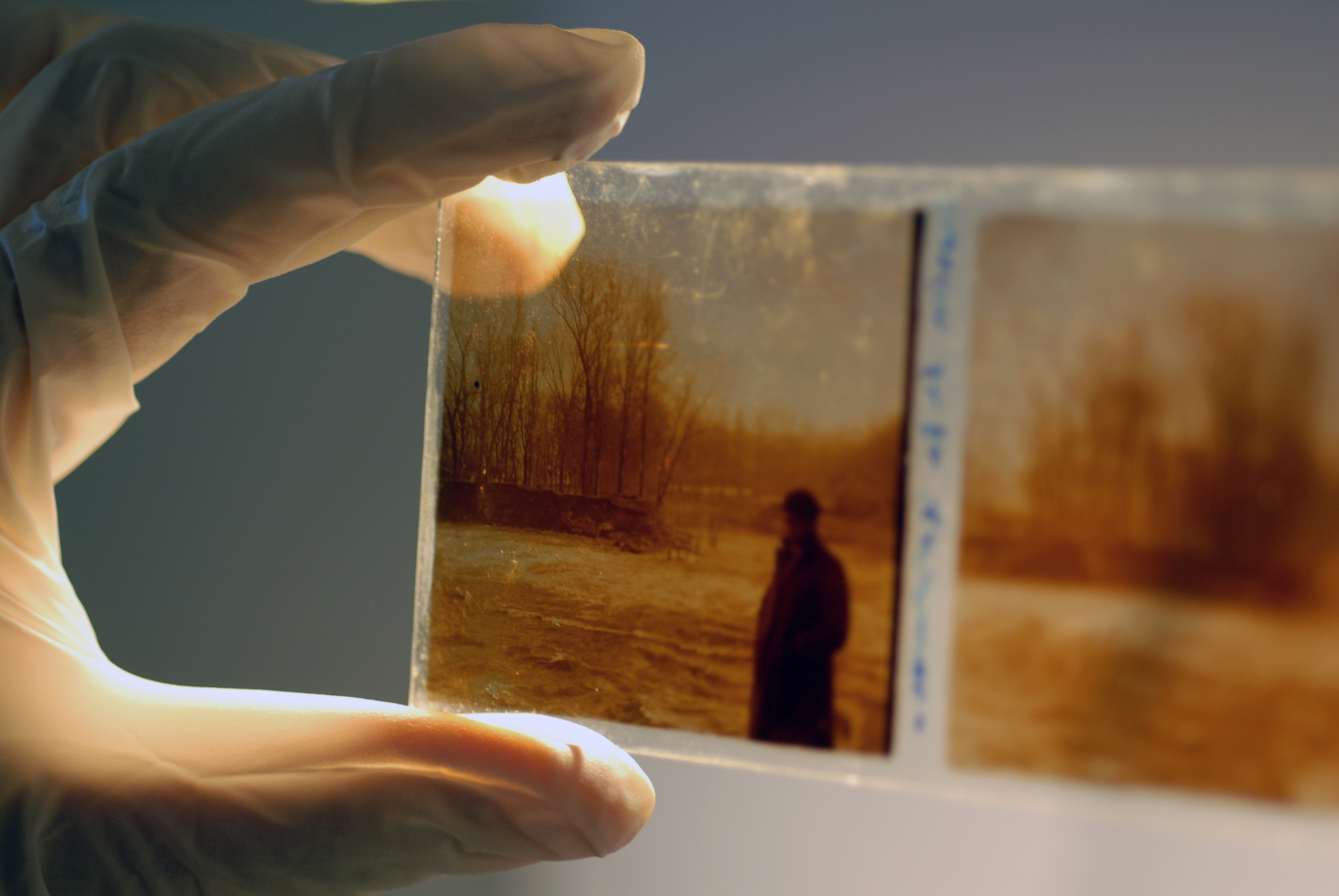
Plaque de verre stéréoscopique du fonds Louis Mengaud (muséum de Toulouse)

#### Fonds Louis Mengaud
Louis Mangaud (1876 – 1957), conservateur des collections de géologie et de minéralogie de 1912 à 1925 et membre de la commission de surveillance de l'établissement jusqu'en 1943 et professeur de géologie à la faculté de Toulouse. Il fit plusieurs dons pour enrichir les collections géologique du Muséum. Beaucoup de photographies ont été réalisées pour des cours universitaires. Elles ont toujours été conservées au Muséum. Elles ne comportent aucune indication autre que les inscriptions manuscrites présentes sur les plaques de verre ou sur les boîtes en carton les contenant. Elles représentent des supports de cours sur la géologie, la minéralogie, la paléontologie, la sismologie, etc.

#### Collections Roland Napoléon Bonaparte
Ce fonds a pour particularité d'avoir été acheté. Composé des collections anthropologiques du prince Roland Bonaparte en Amérique du Nord et en Laponie. Le prince n'a jamais eu de lien particulier avec le Muséum, mais ce fonds a probablement été acheté au XIXe siècle pour enrichir le fonds documentaire.

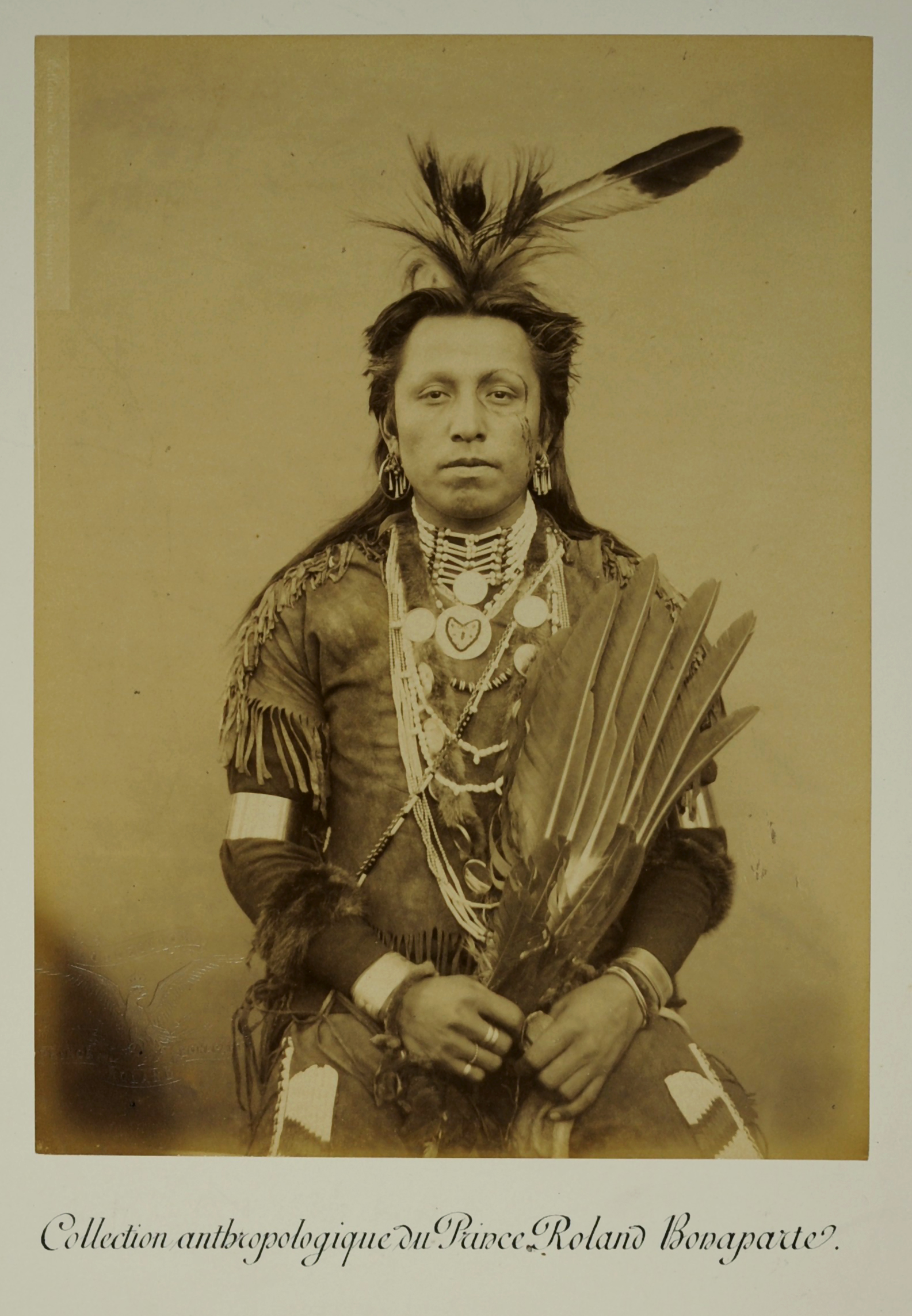
Collection du Prince Roland Bonaparte

#### Collection de portraits
Après la réouverture de l'établissement, la photothèque a retrouvé des milliers de portraits de scientifiques contre-collés sur carton. Ces plus de 3 000 photographies et dessins ont commencé à être regroupés au XIXe siècle. Leur collecte reste énigmatique. Il est probable que les employés du Muséum aient durant des décennies acheté, découpé et simplement récupéré des portraits à titre documentaire. La plupart sont renseignés (nom, prénom, dates extrêmes et profession), mais leur origine est souvent inconnue.
Il existe d'autres fonds photographiques en cours de traitement. Notons que Jean Dieuzaide a réalisé des campagnes photographiques au Muséum dont l'établissement possède quelques tirages.

## Publications
- Eugène Trutat, savant et photographe, muséum de Toulouse, 2011. (ISBN 978-2-906702-21-9)

- Bertrand de Vivies, Luce Lebart, Frédérique Gaillard et Donatien Rousseau, Le Tarn : Regard photographique d'Eugène Trutat (1840-1910), Éditions Grand Sud, Albi, 2013.  (ISBN 978-2363780416)[13])

- Bruno Fay, Marc Ancely, Frédérique Gaillard, Luce Lebart et Patrice Guérin, Biarritz par Georges Ancely et Eugène Trutat, Aquarium de Biarritz, Biarritz, 2016.

- Frédérique Gaillard, « Organisation d’une photothèque polymorphe dans un muséum en perpétuel mouvement : le muséum d'histoire naturelle de Toulouse et ses 150 ans de photographies » in Les dossiers de l'OCIM "Musées, Centres de sciences et réseaux documentaires : s'organiser et produire", OCIM, Dijon, 2016, p. 127  (ISBN 978-2-11-139616-6)

- Claude Harmelle, Frédérique Gaillard, Luce Lebart et Claire Bonnafé, Eugène Trutat et Amélie Galup, Photographes autour de Saint-Antonin, au XIXe siècle, Société des Amis du Vieux Saint Antonin, 2017.

- Frédérique Gaillard, « Sciences, enseignement et photographie : les indissociables activités d’Eugène Trutat (1840-1910) » In La plaque photographique. Un outil pour la fabrication et la diffusion des savoirs (XIXe – XXe siècles), sous la direction de Denise Borlée et Hervé Doucet, Institut d’Histoire de l’art (EA 3400), Presses Universitaires de Strasbourg, 2019.
- Anna Neimark, « Rude Forms, Among Us Contemporary Construction of Prehistoric Ruins », In Architectural design, Los Angeles, vol. 92, février 2022, p. 60  (ISBN 978-1119-748793)

## Documentaires
- Emma Fariñas, Instants saisis, Mira productions (documentaire), Toulouse, 2015. Critique du documentaire : Valentine Châtelet, Instants saisis, film documentaire de valorisation d’un fonds photographique patrimonial, Hypothèses, 2015 (en ligne).
- Christophe Giffard, Museum Collection Eugène Trutat, radiodynamique.net (documentaire), Toulouse, 2014 (en ligne).
- Reza Monahan, Anna Neimark : Rude Forms Among Us, SCI-Arc, Los Angeles, juin 2020  (en ligne).

## Expositions
- Objectifs Pyrénées, sur les traces d'Eugène Trutat, Muséum d'histoire naturelle de Toulouse, 2011.

- Regard'Ailleurs, Voyage en Algérie, Muséum d'histoire naturelle de Toulouse, 2011.

- Regard photographique d'Eugène Trutat (1840-1910) sur les sciences, muséum d'histoire naturelle et musée de l'abbaye de Gaillac du 29 juin au 3 novembre 2013.

- Biarritz par Georges Ancely et Eugène Trutat, Aquarium de Biarritz, Biarritz du 11 juillet 2016 au 8 janvier 2017.

- Eugène Trutat et Amélie Galup, La Galerie de Saint-Antonin, Saint-Antonin-Noble-Val du 19 août au 1er novembre 2017.

- Rude forms among us, Anna Neimark en collaboration avec Frédérique Gaillard, SCI-Arc (du 31 janvier au 27 mars 2020), Los Angeles, 2020 (exposition).